# Organoboranos
Compostos organometálicos do metanóide boro são amplamente utilizados em sínteses orgânicas. São estudados em química organometálica porque apresetam interessantes propriedades na natureza das suas ligações.

## Características
Os compostos BR3 (R= radical orgânico) são ácidos de Lewis. Reagem com bases de Lewis formando adutos R3B-Base.
```
                         
```

A ligação B-C é pouco polar apresentando uma polaridade Δχ= 0,5, semelhante à ligação H-C. Por esse motivo são resistentes à hidrólise, em contraponto reagem com o O2 não sendo estáveis ao ar, devido ao orbital desocupado do boro, a molécula de oxigênio ataca atuando com um nucleófilo. Grupos orgânicos ligados ao boro apresentam baixa nucleofilicidade que pode ser aumentada pela quaternização do boro com bases aniônicas.
Compostos de boro podem apresentar estruturas monoméricas ou diméricas, dependendo da ocupação ou não de seu orbital livre, é importante ressaltar que os compostos R2BX apresentam estrutura monomérica pois os elétrons não compartilhados do haleto ocupam o orbital. As estruturas diméricas apresentam hidrogênios ou grupos alquil em ponte.

## Síntese
A síntese de organoboranos pode dar-se de maneira direta ou também através de transmetalação.
Síntese direta.

## Reatividade
No esquema apresentado observa-se a variedade de reações as quais podem ser utilizados organoboranos e das quais pode ser obtido.
```
                            
```

## Aplicações
Organoboranos são utilizados em sínteses, um exemplo interessante é o Acoplamento de Suzuki que usa um composto organometálico de boro na etapa de transmetalação do ciclo catalítico de formação de ligações C-C, esse método é bastante promissor industrialmente.